# Lucia Vuolo
Lucia Vuolo (ur. 15 lutego 1963 w Pagani) – włoska polityk, posłanka do Parlamentu Europejskiego IX kadencji.

## Życiorys
W 1981 uzyskała dyplom z zakresu księgowości, a w 1990 dyplom pracownika socjalnego na prywatnej uczelni Social College Ab Antiqua Universitate Picena w Fermo. Od 1982 pracowała w spółkach prawa handlowego, administracji lokalnej i strukturach partyjnych. W latach 2009–2014 była sekretarzem prezydenta prowincji Salerno, a w 2017 objęła stanowisko sekretarza burmistrza Pompejów.
Od 1979 działała we Włoskim Ruchu Społecznym, następnie należała do Sojuszu Narodowego, Ludu Wolności i ugrupowania Bracia Włosi. W 2014 dołączyła do powiązanej z Ligą Północną organizacji politycznej Noi con Salvini. W wyborach w 2019 z listy LN uzyskała mandat deputowanej do Parlamentu Europejskiego IX kadencji. W 2021 wystąpiła z Ligi Północnej, dołączając do ugrupowania Forza Italia.